# 디오플로사우루스
디오플로사우루스(Dyoplosaurus)는 중생대 백악기 후기, 오늘날 북아메리카 대륙에 서식한 초식공룡이다. '조반류'-'안킬로사우루스과'에 속하는 종이다. 학명은 "이중 갑옷의 도마뱀(double-armored lizard)"이란 의미를 갖고 있다. 화석은 캐나다의 앨버타주에서 발견되었다.

## 형태
전체 몸 길이는 약 6m~7m, 폭은 1.7m, 체중은 1.5t~2t, 두개골은 35 cm 정도 나갔을 것으로 추정된다.